# Schloss Campagne

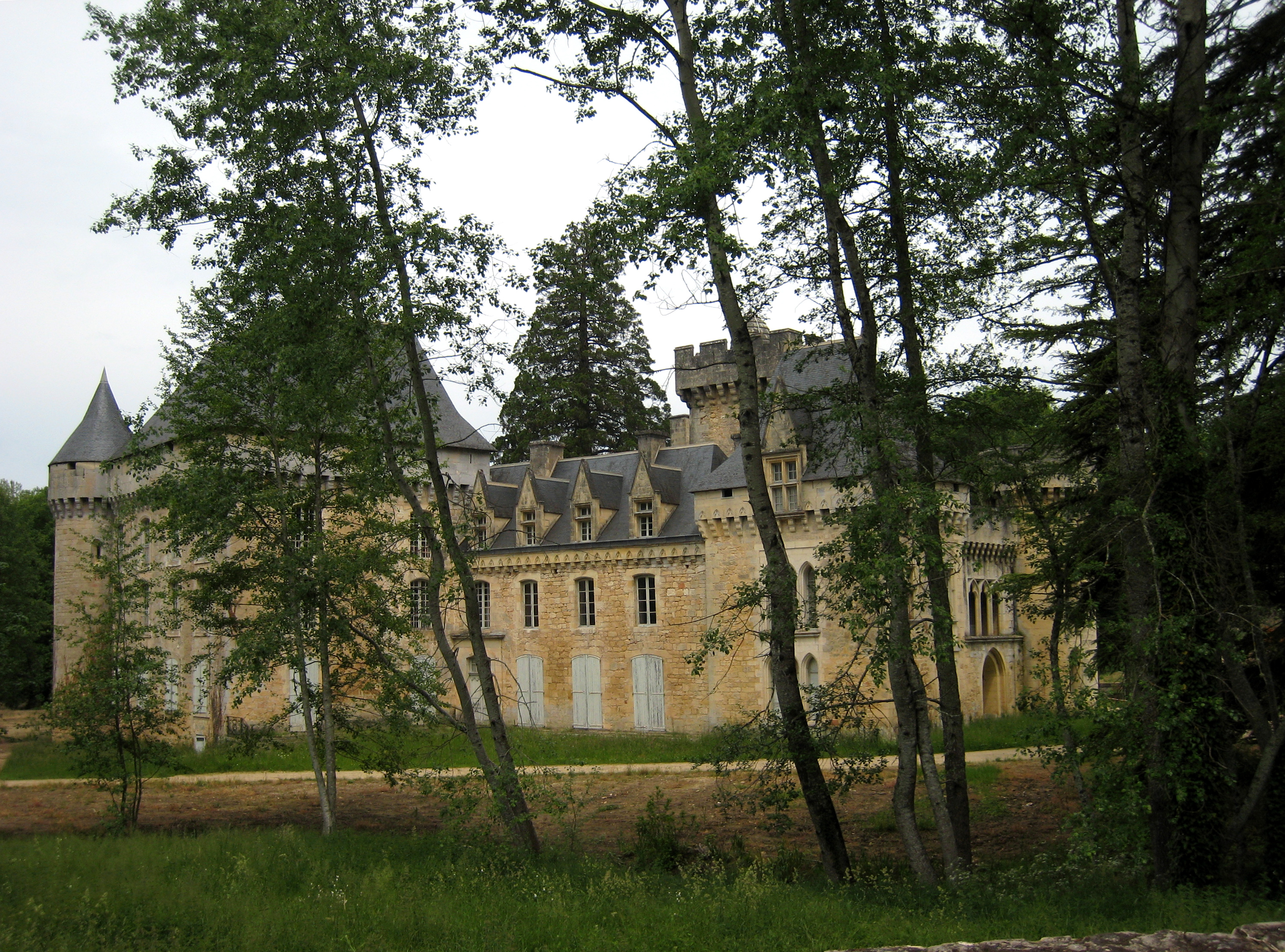
Schloss Campagne

Das Schloss Campagne liegt in der Nähe der Vézère in der Ortschaft Campagne im Département Dordogne des französischen Périgord.
Schloss Campagne steht inmitten eines großen Parks am Fuße eine Kalksteinfelsens. Das erste Bauwerk wurde an dieser Stelle schon im 12. Jahrhundert errichtet, der aktuelle Gebäudekomplex geht jedoch auf das 14. Jahrhundert zurück. Seitdem haben sämtliche Epochen ihre architektonischen Merkmale hinterlassen, bis hin zu den neugotischen Bauteilen aus dem 19. Jahrhundert. Der Haupttrakt mit großen Fenstern und einem Dach im Stil der Renaissance wird eingerahmt von einem Pavillon mit hohem Dach sowie einem von Rundtürmen flankierten, trapezförmigen Anbau mit Pechnasen, Lukarnen, Zinnen und schiefergedeckter Haube.
Im 14. Jahrhundert erwarb Jean de Beaufort das Anwesen in der Erzdiözese Bordeaux. Im Hundertjährigen Krieg stritten sich Anhänger Englands und des Königs von Frankreich um das Gut. Um 1650 machte Henri de La Tour d’Auvergne, vicomte de Turenne, zu dieser Zeit Mitstreiter der Fronde, hier halt. Schloss Campagne gelangte schließlich an einen Limeuil, der es als gemeinsame Seigneurie an Jean Bonald und Adhemar Laborie weiterverkaufte. Letzterer gründete den Zweig der Familie Laborie-Campagne. Der letzte Marquis de Campagne vermachte das Schloss 1970 dem Staat. Es beherbergt heute einen Teil der Sammlung des Fonds départemental d'art contemporain FDAC, der Sammlung des Departements Dordogne für zeitgenössische Kunst, die für die Öffentlichkeit zugänglich ist. 
Das Schloss ist umgeben von einer weitläufigen Parkanlage mit teilweise sehr altem Baumbestand, darunter auch mehreren Sequoia-Bäumen aus Nordamerika, die über 200 Jahre alt sind. Der Park ist öffentlich und kann besichtigt werden. 